# سجين الحب (كتاب)
سجين الحب هو آخر كتاب ألفه جان جينيه، نشر بعد موت مؤلفه من مخطوطة كان يعمل عليها وقت وفاته.
نشر الكتاب للمرة الأولى في باريس في أيار 1986، حيث نشرته دار غاليمار بعنوانه بالفرنسية "Un Captif Amoureux". ثم ترجمته باربرا براي إلى الإنجليزية وكتب مقدمته الكاتبة أهداف سويف، ونشر في نيويورك.
يمثل الكتاب سيرة حياة جينيه الذاتية أثناء لقائه المقاتلين الفلسطينيين وحزب الفهود السود. بدءاً من عام 1970، قضى جينيه عامين في مخيمات اللاجئين الفلسطينيين في الأردن. وقد زار بيروت في أيلول (سبتمبر) 1982.، وقد كانت تلك الفترة التي اجتاح فيها الإسرائيليون مدينة بيروت. كان جينيه من أوائل الأجانب الذين دخلوا مخيم شاتيلا بعد المذبحة التي راح ضحيتها مئات المدنيين.